# Allium papillosum
Allium papillosum — вид квіткових рослин з підродини цибулевих (Allioideae). Ендемік Туреччини.

## Таксономія
У рамках таксономічних досліджень Allium sect. Codonoprasum середземноморської флори виявлено помітну морфологічну мінливість роду й описано нові для науки види, серед яких A. papillosum. Епітет стосується до зав’язі, повністю вкритої сосочками.

## Біоморфологічна характеристика
Цибулина еліпсоїдна, 10–12 × 6–8 мм, зовнішні оболонки сіруваті. Стебло прямовисне, згинається, голе, 18–28 см заввишки, зазвичай до 1/2 загальної довжини вкрите листковими піхвами. Листків 4, коротших за суцвіття, суцільно запушених, пластина плоска, жолобчаста, до 15 см завдовжки. Суцвіття нещільне, 4–5 см в діаметрі, з 15–25 квітками. Обгортки суцвіття нерівні й довші за нього, голі. Оцвітина дзвінчата, пурпурна, 4.5 мм завдовжки, листочки оцвітини рівні, еліптичні, зовнішні 2–2.2 мм завширшки, внутрішні 1.5–1.6 мм завширшки, середня жилка темно-фіолетова, гладкі й закруглені на верхівці. Тичинки з простими й майже рівними нитками; пиляки блідо-жовті. Коробочка тристулкова, обернено-яйцювата, 4 × 4 мм. 2n = 2x = 16. Цвіте з кінця червня до початку липня.

## Поширення
Allium papillosum був зібраний у двох насадженнях південно-західної Анатолії, таких як пагорби навколо Денізлі та Каклік біля Назіллі. Це дуже рідкісний вид, що росте на галявинах лук.